# Хандуза
Хандуза — река на острове Сахалин. Длина реки — 12 км. Площадь водосборного бассейна — 26 км².
Начинается на высоте свыше 30 метров над уровнем моря. Течёт в юго-восточном направлении. Впадает в залив Чайво в урочище Хандуза. Протекает по территории Ногликского района, пересекается автомобильной и железной дорогами Оха-Ноглики.

## Данные водного реестра
По данным государственного водного реестра России относится к Амурскому бассейновому округу.
Код объекта в государственном водном реестре — 20050000212118300000401.